# Рендал Коб
Рендал Крејг „Текс” Коб (енгл. Randall Craig "Tex" Cobb; Бриџ Сити, 7. маја 1950) амерички је глумац.